# Park Won-soon
Park Won-soon (박원순?, 朴元淳?) (Changnyeong 26 de marzo de 1956 - Seúl, circa, 9 de julio de 2020) fue un abogado especialista en la defensa de los derechos humanos y político surcoreano. Fue alcalde de Seúl desde 2011 hasta su muerte en 2020. Estaba considerado uno de los principales candidatos liberales a la presidencia de Corea del Sur en 2022. Se suicidó el 9 de julio de 2020, un día después de ser denunciado a la policía por su secretaria por acoso y conducta sexual inapropiada. Se mantiene abierta la investigación de la acusación.

## Biografía
Nació el 26 de marzo de 1956 en Changnyeong (Gyeongsang) en una familia de clase trabajadora. Tras completar la educación obligatoria en la Escuela Superior Kyunggi, en 1974 ingresó en la Universidad Nacional de Seúl para estudiar ciencias sociales.
En su etapa universitaria mostró interés por el activismo político, uniéndose a los movimientos estudiantiles contra las medidas autoritarias del presidente Park Chung-hee. Su implicación en dichas actividades acabaría costándole cuatro meses de cárcel y la expulsión de la Universidad Nacional. No obstante, nunca renunció a los estudios y acabaría licenciándose en Historia por la Universidad Dankook en 1979.
En 1980 superó el examen para ejercer la abogacía. Si bien fue nombrado fiscal de distrito en Daegu en 1982, prefirió dejarlo para ocuparse de la defensa de activistas y estudiantes por el restablecimiento de los derechos civiles y políticos en Corea del Sur. Fue además el primer letrado surcoreano en defender a mujeres acosadas en el entorno laboral, lo cual le enfrentó a los grandes conglomerados del país.
A comienzos de la década de 1990 se marchó a Londres (Reino Unido) para obtener el diploma de Derecho Internacional por la London School of Economics.
Ya en plena democracia, Park fue un destacado activista en diversas organizaciones sociales. Desde 1994 hasta 2002 formó parte del grupo «Solidaridad Popular para la Participación Democrática» por la supervisión del buen gobierno y la lucha contra la corrupción política. Luego trabajó durante ocho años en The Beautiful Foundation, dedicada al fomento del voluntariado contra la desigualdad.
Park fue miembro de la Comisión para la Verdad y la Reconciliación de Corea del Sur, formada en 2005 para investigar y analizar las violaciones de derechos humanos en la península desde la ocupación japonesa hasta el final del gobierno de Roh Tae-woo.

### Trayectoria política
A raíz de su labor social y activista, Park Won-soon fue propuesto para la alcaldía de Seúl como candidato independiente en las elecciones municipales de 2011, apoyado por dos formaciones: el liberal Partido Democrático Unido —impulsores de la iniciativa— y el izquierdista Partido Laborista Democrático. La capital surcoreana había sido gobernada por los conservadores desde 2002, pero la dimisión de Oh Se-hoon daba opciones a una candidatura alternativa.
Durante la campaña electoral, el candidato se definió a sí mismo como una opción «contra el poder establecido», aprovechó la crisis de liderazgo del presidente Lee Myung-bak y prometió tomar medidas contra el encarecimiento de la vida y el trabajo precario. En octubre de 2011, Park Won-soon obtuvo el 53,4% de los votos frente a su rival, la jueza Na Kyung-won del Gran Partido Nacional.
Park Won-soon fue uno de los primeros políticos surcoreanos que defendió el matrimonio entre personas del mismo sexo.

### Alcaldía de Seúl
Durante el gobierno de Park se llevó a cabo una mayor apertura hacia la democracia participativa, se incrementó el presupuesto en transporte público, y se incentivó el desarrollo urbano sostenible a través de la recuperación de zonas verdes —medida ya emprendida por alcaldes anteriores— y la protección de edificios históricos como la antigua casa consistorial. En 2012 se inauguró el nuevo ayuntamiento de Seúl.
Varios de los problemas que Park ha debido afrontar son el envejecimiento de la población capitalina, cuya media de edad es superior a la de otras ciudades surcoreanas, y el elevado ratio de suicidios. En abril de 2013 vivió su primera crisis cuando la concesionaria de la línea 9 del Metro de Seúl anunció un alza del precio. No obstante, consiguió revertirlo al modificar el sistema de cobro de tarifas.
Park Won-soon fue reelegido alcalde de Seúl en las elecciones municipales de 2014, derrotando al candidato conservador Chung Mong-joon.

### Denuncia de acoso sexual y muerte

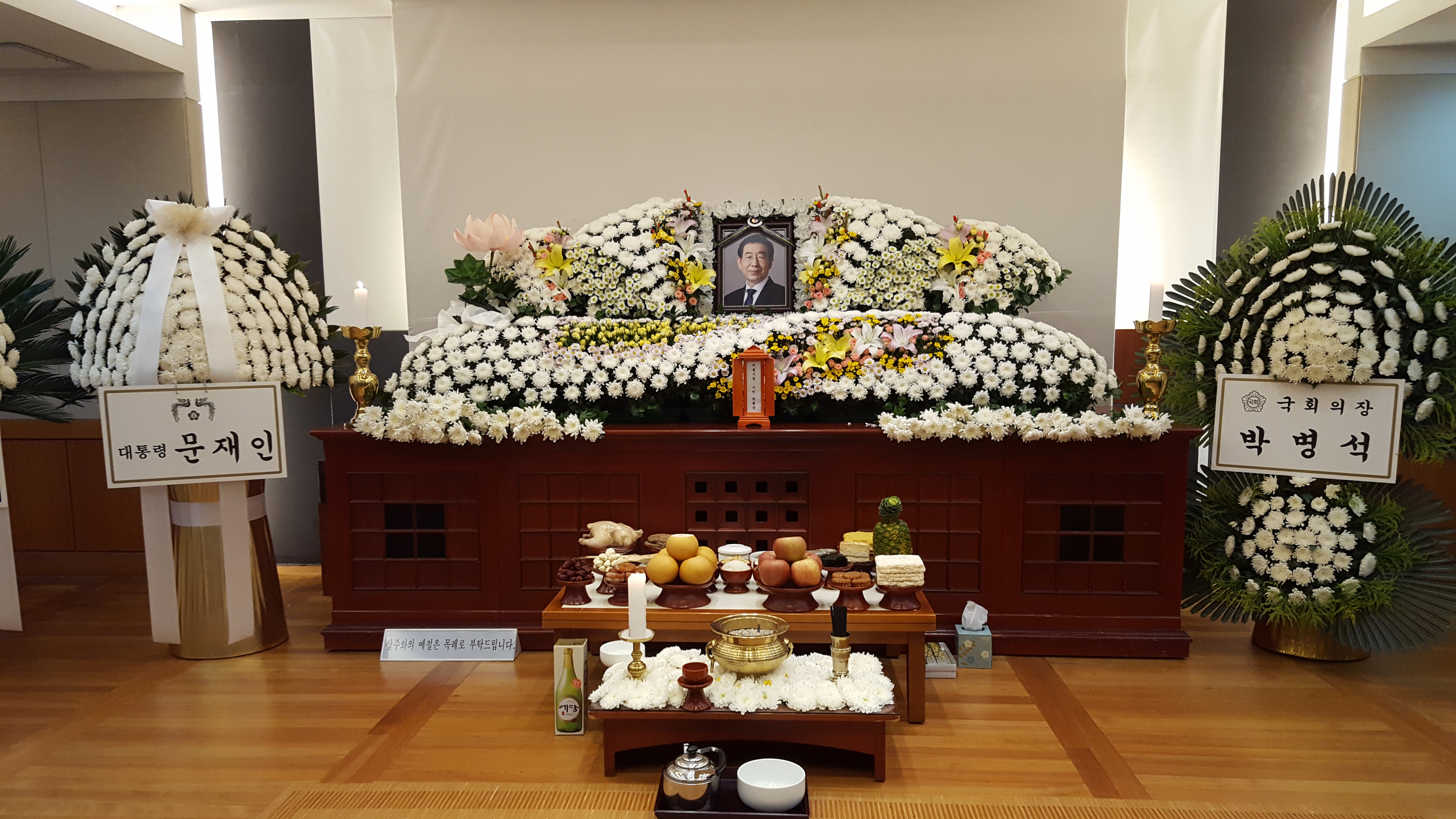
Funeral de Park Won-soon, alcalde de Seúl

El 9 de julio de 2020 su hija denunció su desaparición ante las autoridades. Su cadáver fue hallado unas horas más tarde al norte de Seúl en las cercanías del monte Bugank. Según los informes había tomado una licencia por enfermedad y su hija encontró una nota en forma de testamento en la que pedía perdón por el dolor causando y explicaba qué hacer con sus restos. El cadáver se encontró sin signos de homicidio por lo que el caso fue tratado como un suicidio. Tenía sesenta y cuatro años.
La muerte se produjo dos días después de que su secretaria presentara una denuncia a la policía el 8 de julio de 2020 por acoso y conducta sexual inapropiada durante cuatro años.
La familia de Park aceptó un funeral de estado, que se celebró en el Ayuntamiento de Seúl y se transmitió en línea el 13 de julio de 2020. Alrededor de 992.000 personas rindieron homenaje a Park. El funeral fue pagado con fondos públicos a pesar de la controversia a causa del presunto acoso sexual, y a la protesta con más de 535.000 firmas presentadas reclamando una investigación sobre la denuncia de acoso y en contra de la utilización de fondos públicos del funeral.
Activistas por los derechos de las mujeres y la abogada de la secretaria de Park organizaron una conferencia de prensa exigieron una investigación sobre el caso. En su comunicado, su secretaria expresó sus condolencias por la muerte de Park. Pero dijo que se sintió “asfixiada” por la forma en que la sociedad le dio un entierro tan conmovedor, mientras ella ha sido sometida a “distorsiones y especulaciones” sobre sus motivos.
El perfil de defensor de derechos humanos y de feminista que tenía Park provocó la división de la opinión pública. Mientras unos destacaban su compromiso por los derechos de las mujeres otros consideraban que había tenido una actitud "hipócrita". Durante sus días como abogado de derechos humanos, Park ganó la primera condena por acoso sexual de Corea del Sur en 1998 tras una batalla legal de años en la que representó a un asistente de investigación de la Universidad Nacional de Seúl que acusó a un profesor de hacer insinuaciones sexuales y despedirla después de que ella los rechazara. Como alcalde, nombró a un asesor especial en cuestiones de igualdad de género e introdujo políticas destinadas a diseñar entornos urbanos más seguros para las mujeres y proporcionar viviendas asequibles para las trabajadoras solteras.

## Investigación póstuma sobre denuncia de acoso
El 30 de julio, la Comisión Nacional de Derechos Humanos liderada por Choi Youg-ae inició una investigación sobre la denuncia.
El 28 de diciembre de 2020 la Agencia de la Policía Metropolitana de Seúl anunció el cierre sin conclusiones de la investigación sobre conducta sexual inapropiada contra Park anunciando que el caso sería transferido a la fiscalía con recomendaciones de "no acusación". Organizaciones de mujeres protestaron por la decisión y denunciaron que se estaba apoyando la ocultación y distorsión de los hechos al no trasladar la información nueva con la que se contaba del caso. La policía también recomienda la no acusación por falta de evidencias de siete personas, incluidos funcionarios de alto rango del Gobierno Metropolitano de Seúl convocados por su presunta complicidad de abuso sexual.